# Desoria divergens
Desoria divergens är en urinsektsart som först beskrevs av Axelson 1900.  Desoria divergens ingår i släktet Desoria, och familjen Isotomidae. Arten är reproducerande i Sverige.